# Nunkirchen
Nunkirchen este o comună din landul Saarland, Germania.

## Legături externe
- Site oficial

1. ↑  Gesetz Nr. 986 zur Neugliederung der Gemeinden und Landkreise des Saarlandes (în germană), Saarbrücken: Amtsblatt des Saarlandes, 24 decembrie 1973, p. 855